# Khai cuộc (cờ tướng)

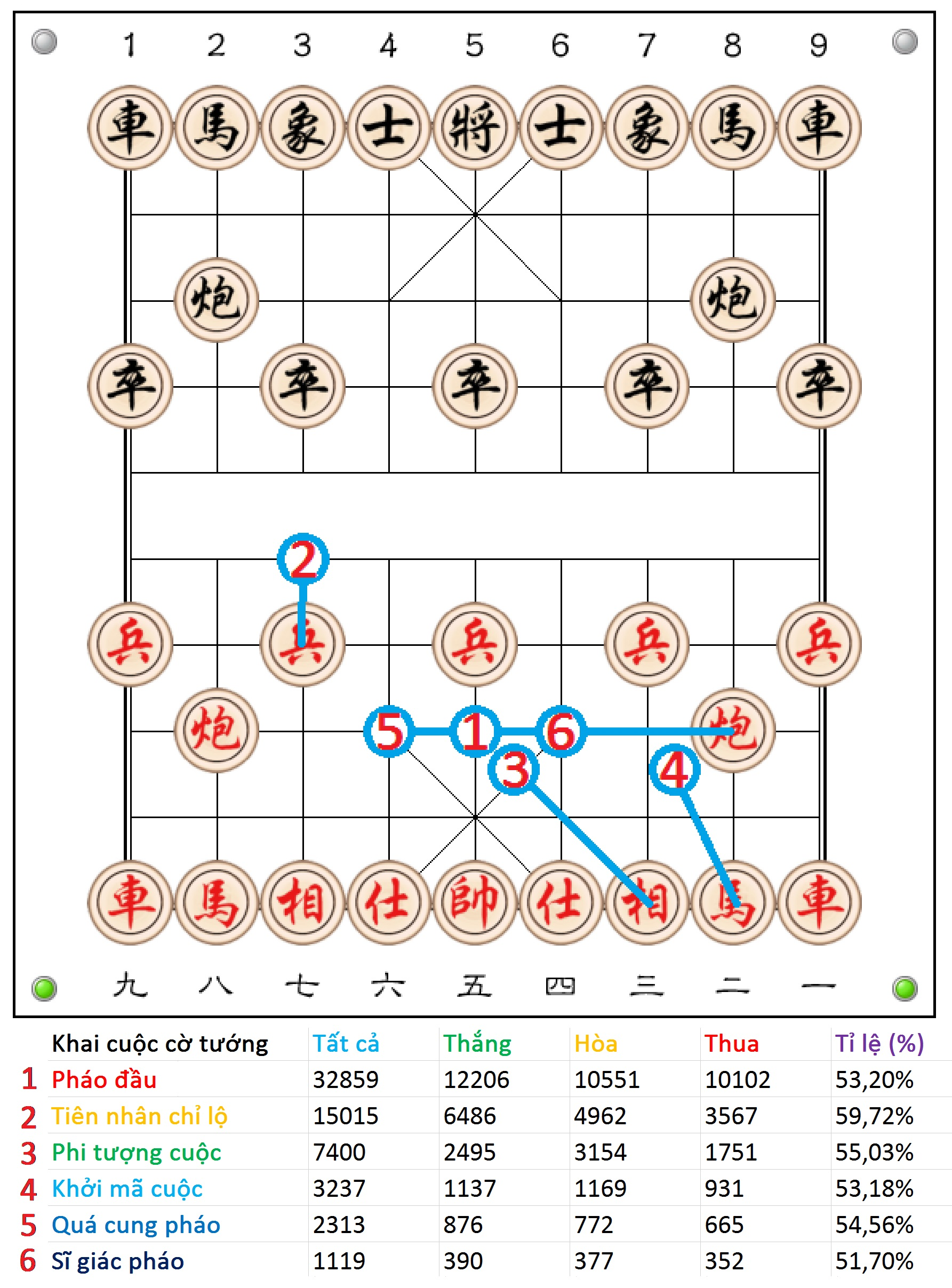
Thống kê Khai cuộc cờ tướng năm 2019

Khai cuộc cờ tướng là hình thức phát triển các quân trong Cờ tướng trong những nước đi đầu tiên, bố trí các quân cờ vào những vị trí tốt để bắt đầu cuộc chiến. Có 23 nước biến trong nước đi đầu tiên và nước biến được sử dụng nhiều nhất đó là Trung pháo (Pháo đầu).

## Tổng quan
Trong khai cuộc cờ tướng có 23 biến ở nước đi đầu tiên (Tiên thủ cuộc), có ba ký hiệu để phân loại những nước đi thông dụng:
- Dấu chấm than (!) là khai cuộc phổ biến
- Dấu hoa thị (*) là khai cuộc ít phổ biến
- Dấu hỏi chấm (?) là khai cuộc bất thường

Tên các biến:
1, P2-5 (Trung pháo, Pháo đầu) !

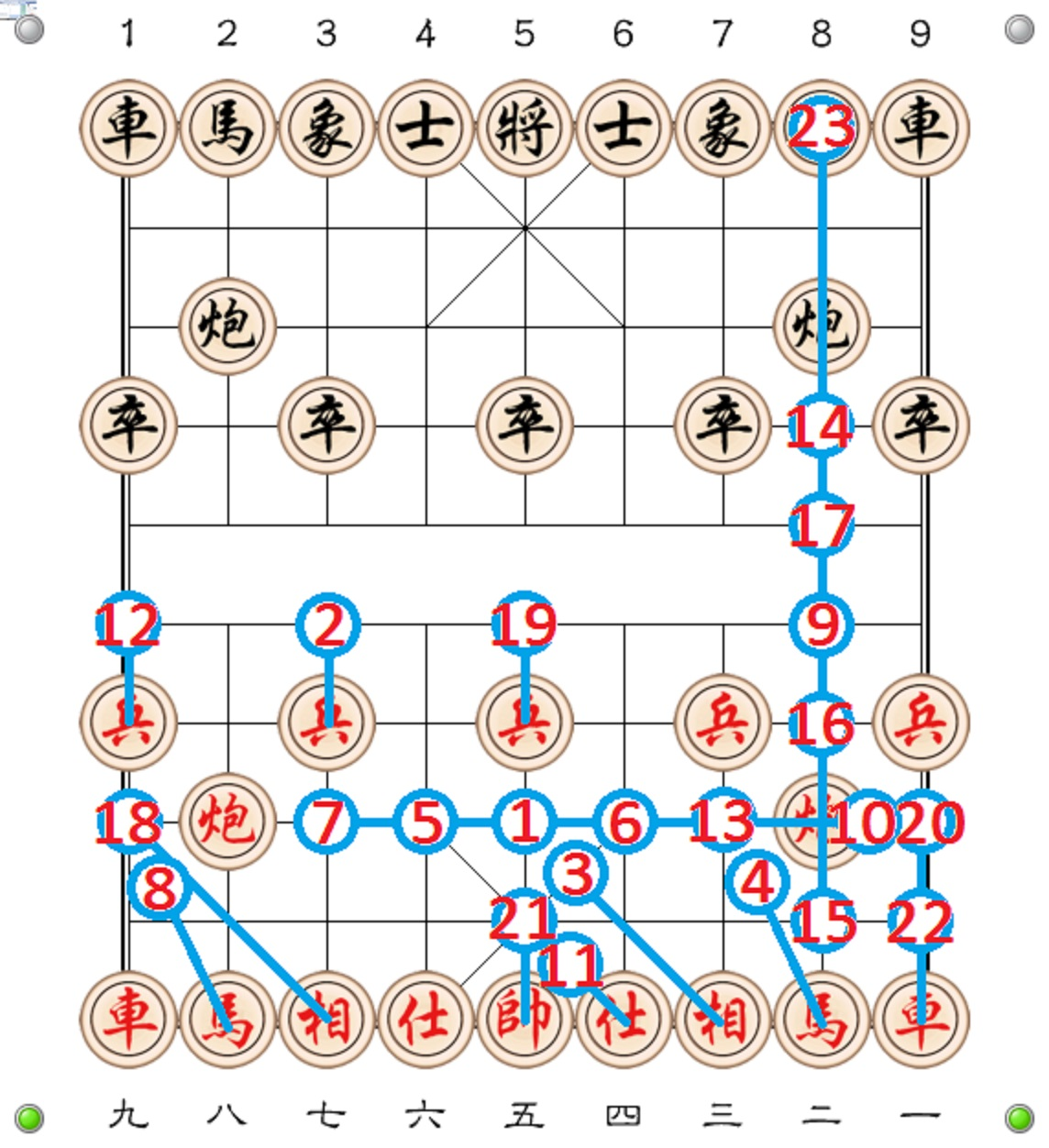

2, B7.1 (Tiên nhân chỉ lộ, Tiến binh cuộc) !
3, T3.5 (Phi tượng cuộc, Khởi tượng cuộc) !
4, M2.3 (Khởi mã cuộc) !
5, P2-6 (Quá cung pháo) !
6, P2-4 (Sĩ giác pháo) !
7, P2-7 (Kim câu pháo, Quá cung liễm pháo) *
8, M8.9 (Mã biên cuộc) *
9, P2.2 (Tuần hà pháo) *
10, P2-1 (Pháo biên cuộc) *
11, S4.5 (Thượng sĩ cuộc, Khởi sĩ cuộc) *
12, B9.1 (Tốt biên cuộc) *
13, P2-3 (Tốt để pháo) *
14, P2.4 (Quá hà pháo) *
15, P2/1 (Thụt Pháo Cuộc) * (là một nhánh cùng hệ với Quy Bối Pháo, Thiên Phong Pháo)
16, P2.1 (Điệp pháo cuộc, Cao Pháo Cuộc) ?
17, P2.3 (Kỵ hà pháo) ?
18, T7.9 (Tượng biên cuộc) ? (nước mở màn này có thể biến hóa thành trận Trầm cung mã)
19, B5.1 (Trung binh cuộc, Tốt đầu cuộc) ?
20, X1.2 (Thiệt hoạt cao xa) ?
21, Tg5.1 (Thượng tướng cuộc) ?
22, X1.1 (Thiết hoạt xa) ?
23, P2.7 (Phế Pháo Cuộc) ?

Để thuận tiện cho nghiên cứu khai cuộc người ta đã loại phân loại các khai cuộc ra thành nhiều loại ví dụ:Khai cuộc thông dụng và Khai cuộc không thông dụng, Khai cuộc mạnh và Khai cuộc không mạnh, Khai cuộc hay và Khai cuộc không hay vv. Nhưng cơ bản thì có hai hệ thống chính là: 
1. Hệ thống khai cuộc pháo đầu
2. Hệ thống khai cuộc không pháo đầu

## 1.  Hệ thống khai cuộc pháo đầu

### 1. Pháo đầu đối bình phong mã

#### 1. Trung pháo quá hà xa đối bình phong mã hiện đại
1. P8-9 ! (Pháo đầu đối bình phong mã bình pháo đổi xe)

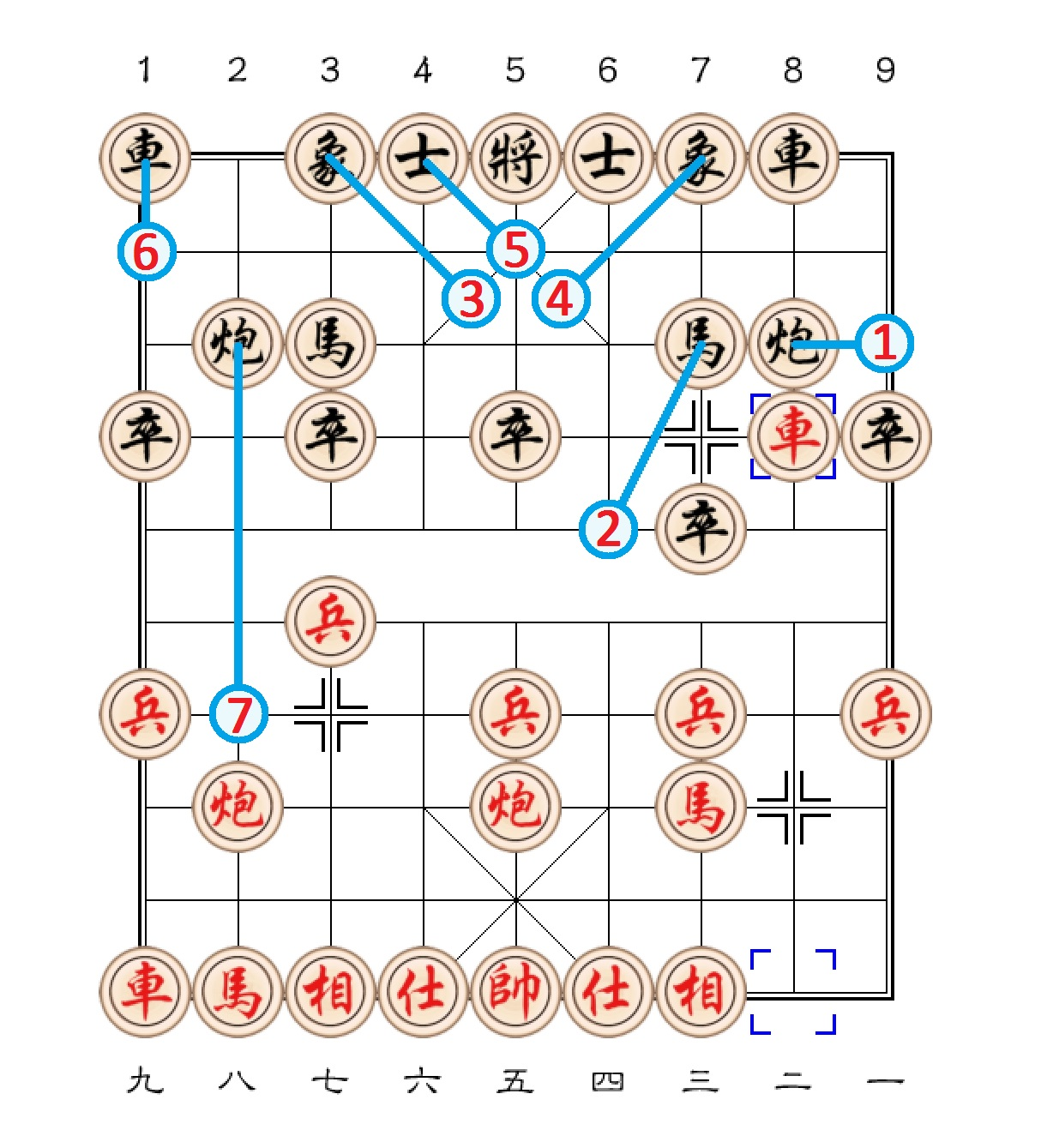
Trung pháo quá hà xa đối bình phong mã hiện đại

2. M7.6 ! (Pháo đầu đối bình phong mã tả mã bàn hà)
3. T3.5 ! (Pháo đầu đối bình phong mã hữu tượng)
4. T7.5 * (Pháo đầu đối bình phong mã tả tượng)
5. S4.5 * (Pháo đầu đối bình phong mã hữu sĩ)
6. P2.4 * (Pháo đầu đối bình phong mã hữu quá hà pháo)
7. X1.1 * (Pháo đầu đối bình phong mã hữu hoành xa)

#### 2. Pháo đầu tiến tam binh đối bình phong mã cổ điển

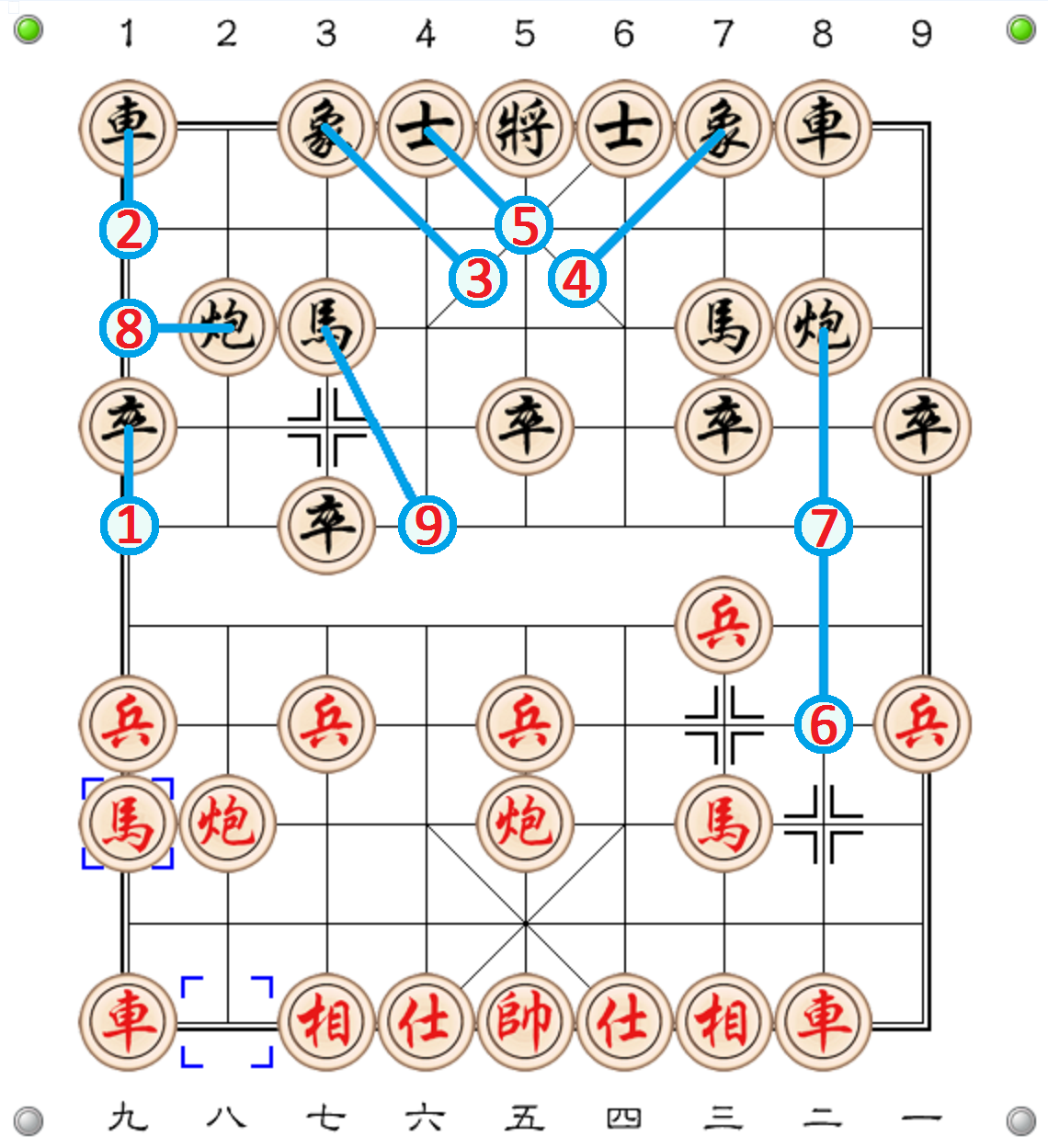
Pháo đầu tiến tam binh đối bình phong mã cổ điển

1. B1.1 !
2. X1.1 !
3. T3.5 !
4. T7.5 *
5. S4.5 *
6. P8.4 *
7. P8.2 *
8. P2-1 *
9. M3.4 *

#### 3. Trung pháo quá hà xa đối bình phong mã lưỡng đầu xà

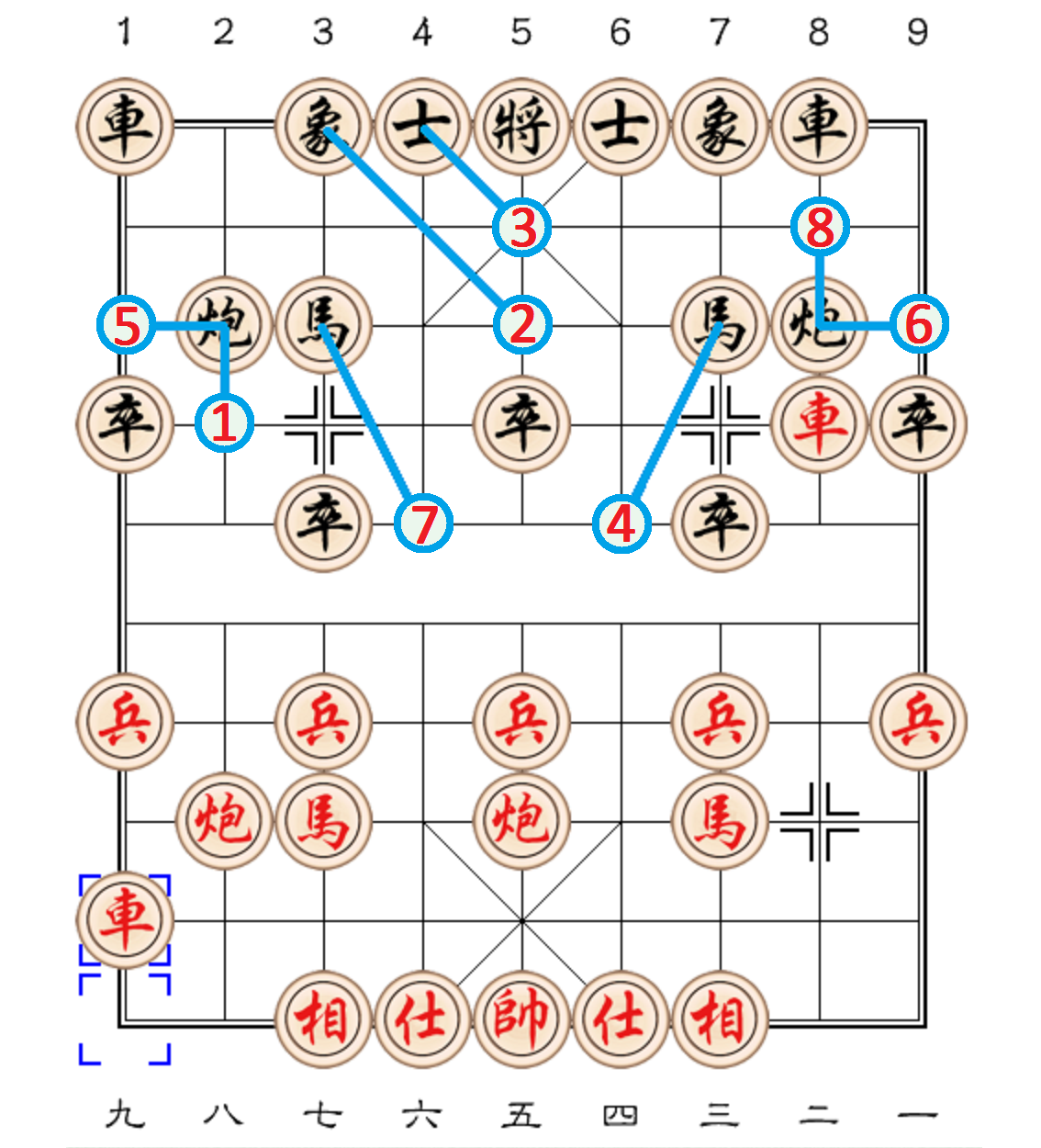
Trung pháo quá hà xa đối bình phong mã lưỡng đầu xà

1. P2.1 !
2. T3.5 !
3. S4.5 !
4. M3.4 *
5. P2-1 *
6. P8-9 *
7. M3.4 *
8. P8/1 *

#### 4. Pháo đầu tiến thất binh đối bình phong mã hữu tam bộ hổ

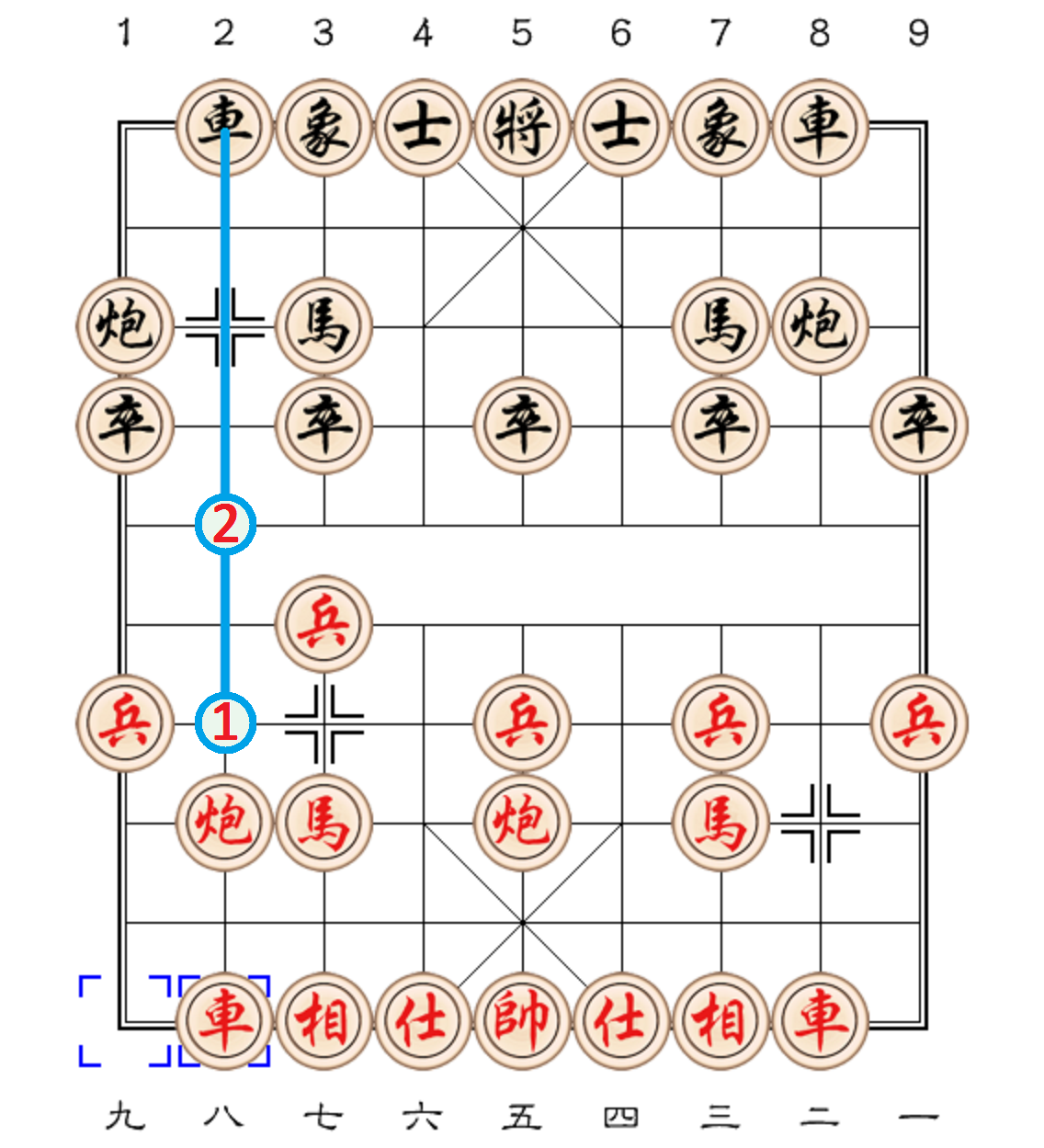
Pháo đầu tiến tam binh đối bình phong mã hữu tam bộ hổ

1. X2.6 !
2. X2.4 *

### 2. Pháo đầu đối phản cung mã

#### 1. Pháo đầu tiến tam binh đối phản cung mã

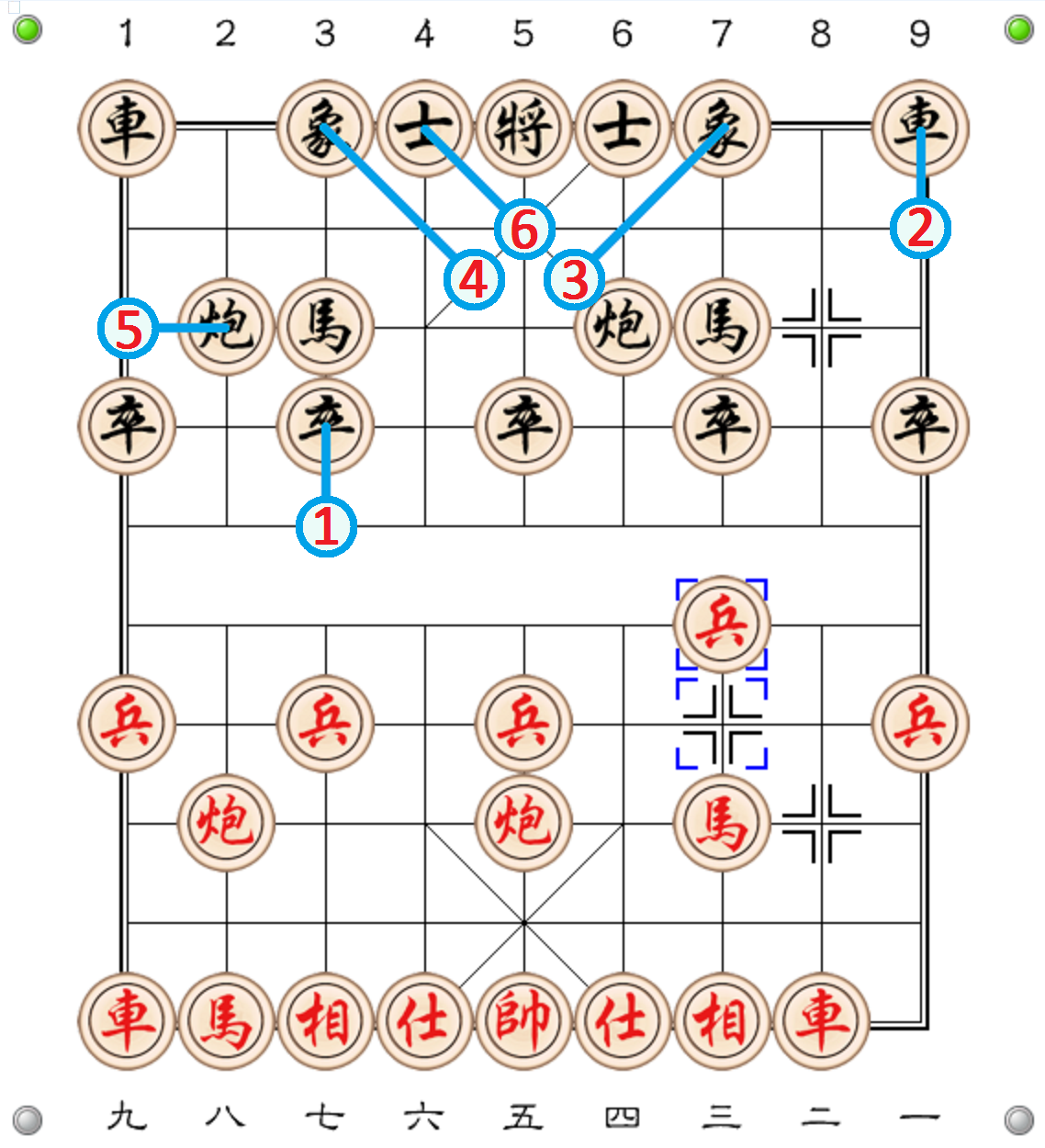
Pháo đầu tiến tam binh đối phản cung mã

1. B3.1 !
2. X9.1 !
3. T7.5 !
4. T3.5 !
5. P2-1 *
6. S4.5 *

#### 2. Pháo đầu đối phản cung mã tiến thất binh sớm

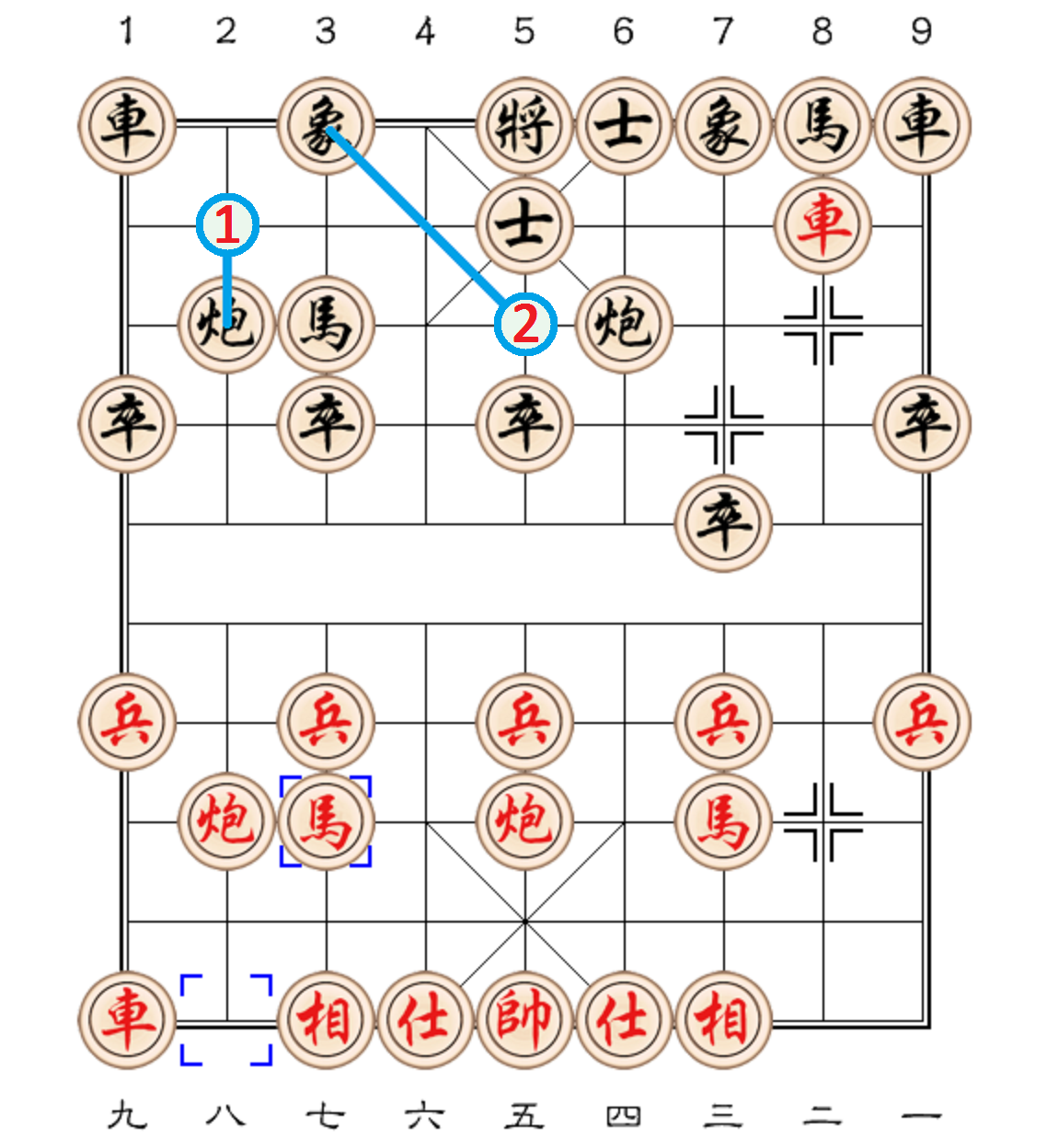
Pháo đầu đối phản cung mã tiến thất binh

1. P2/1 !
2. T3.5 *

#### 3. Pháo đầu đối nghịch phản cung mã

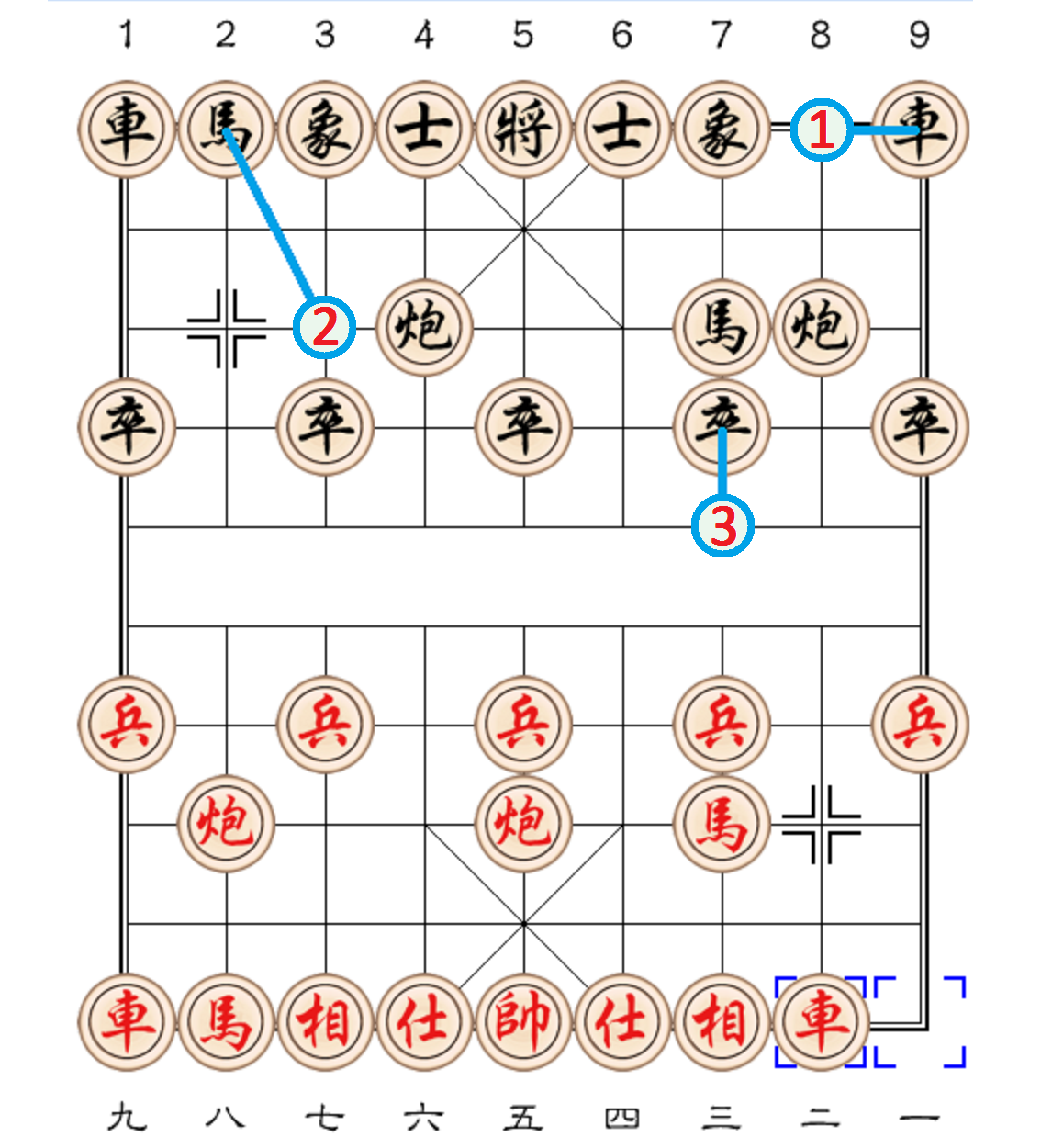
Pháo đầu đối nghịch phản cung mã

1. X9-8 !
2. M2.3 !
3. B3.1 ?

### 3. Pháo đầu đối thuận pháo

#### 1. Trung pháo trực xa đối thuận pháo

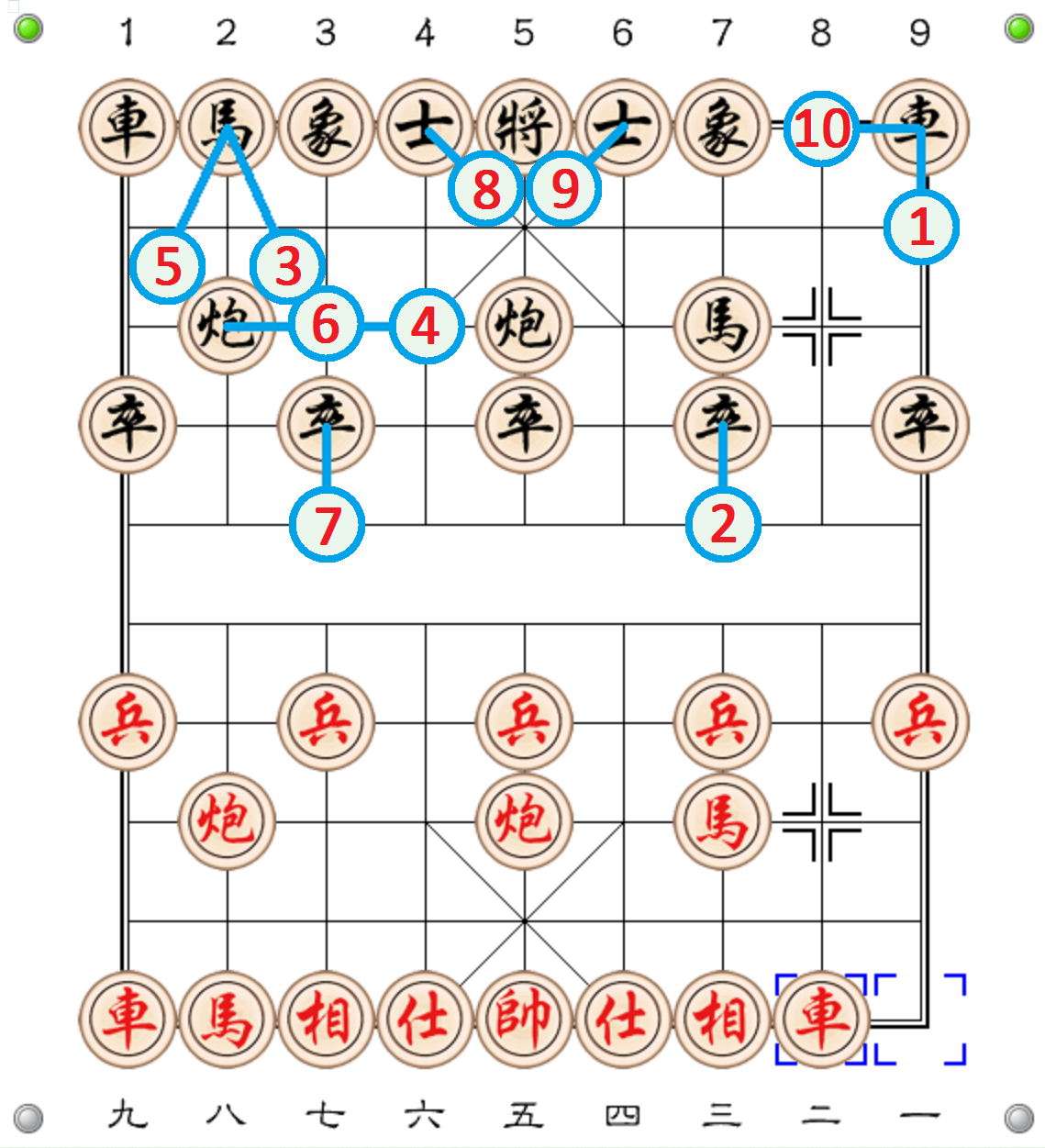
Trung pháo trực xa đối thuận pháo

1. X9.1 !
2. B7.1 !
3. M2.3 !
4. P2-4 !
5. M2.1 !
6. P2-3 *
7. B3.1 *
8. S4.5 *
9. S6.5 *
10. X9-8 ?

### 4. Pháo đầu đối nghịch pháo

#### 1. Trung pháo đối nghịch pháo

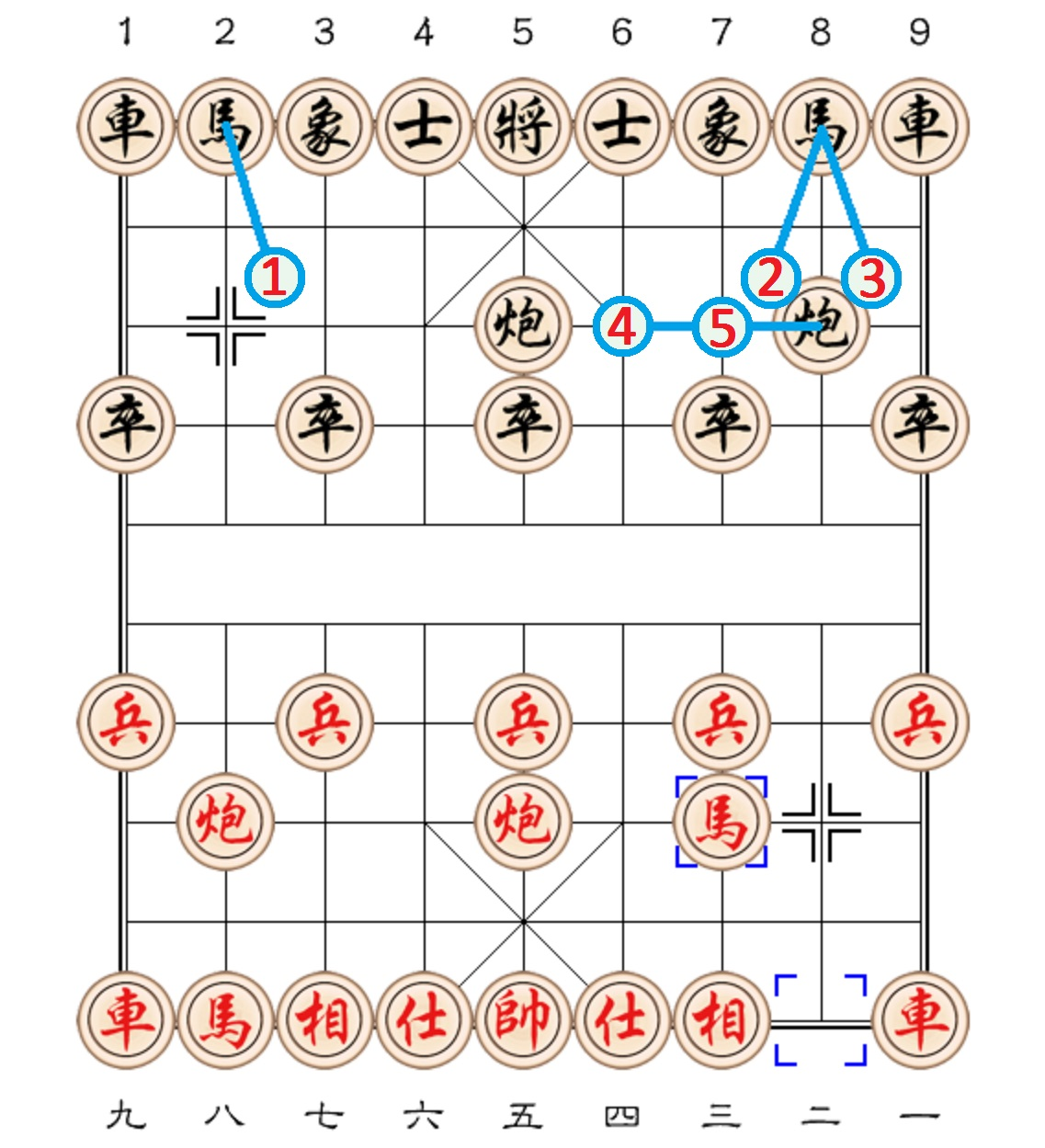
Pháo đầu đối nghịch pháo

1. M2.3 !
2. M8.7 !
3. M8.9 *
4. P8-6 ?
5. P8-7 ?

#### 2. Trung pháo đối bán đồ nghịch pháo

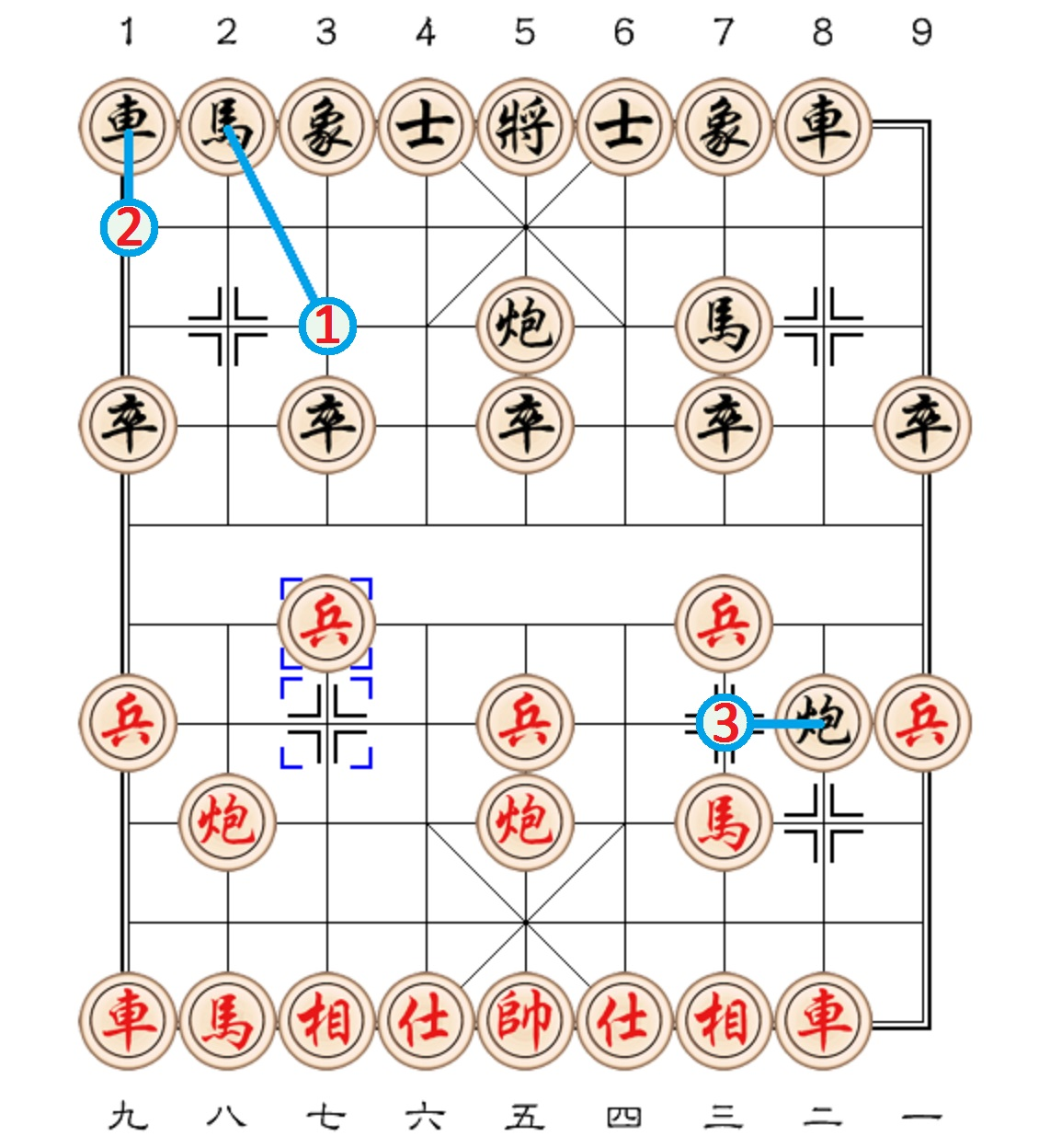
Trung pháo đối bán đồ nghịch pháo

1. M2.3 !
2. X1.1 *
3. P8-7 ?

### 5. Pháo đầu đối phi tượng

#### 1. Pháo đầu đối hữu tượng

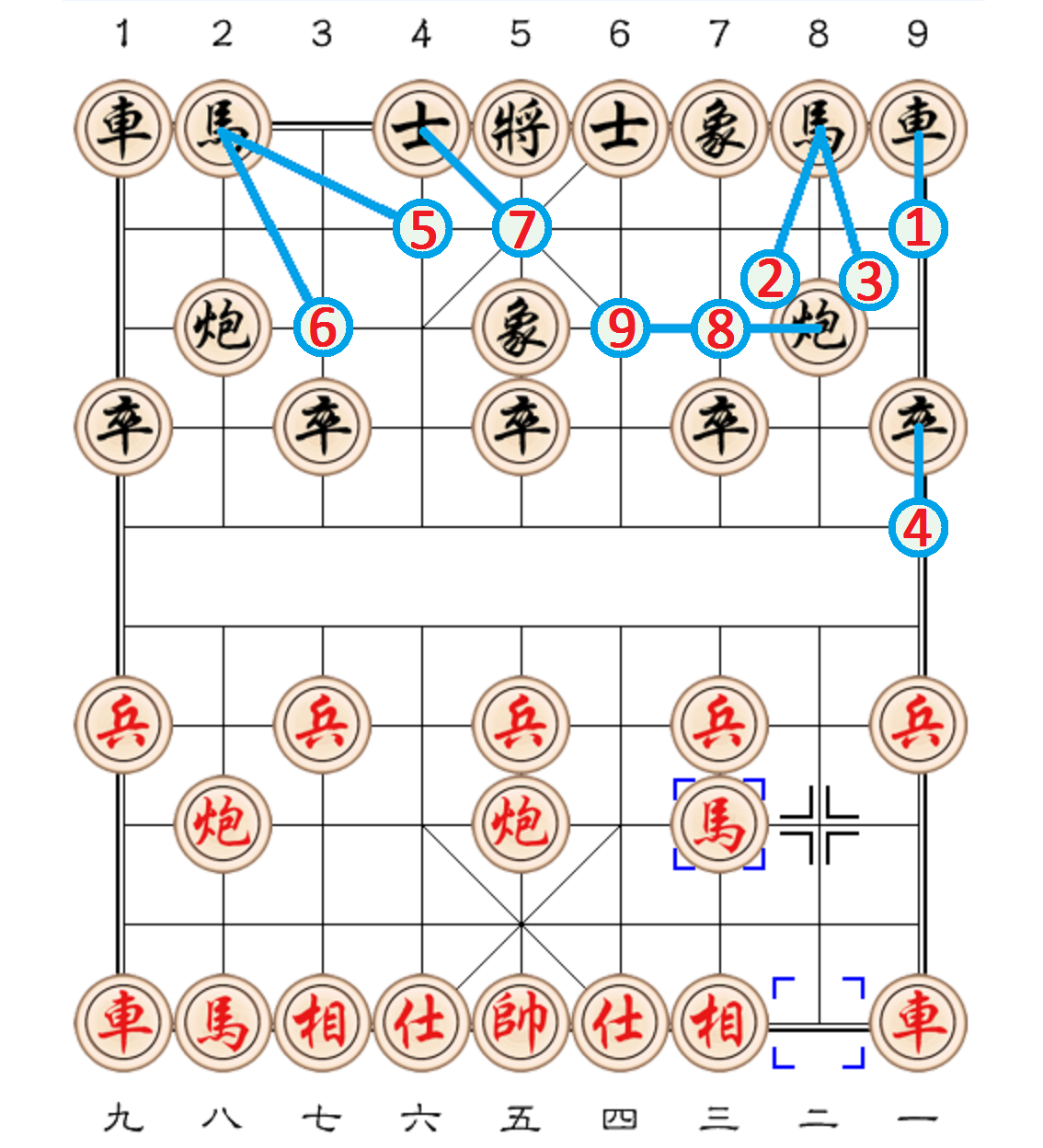
Pháo đầu đối hữu tượng

1. X9.1 !
2. M8.7 !
3. M8.9 !
4. B9.1 *
5. M2.4 *
6. M2.3 ?
7. S4.5 ?
8. P8-7 ?
9. P8-6 ?

#### 2. Pháo đầu đối tả tượng

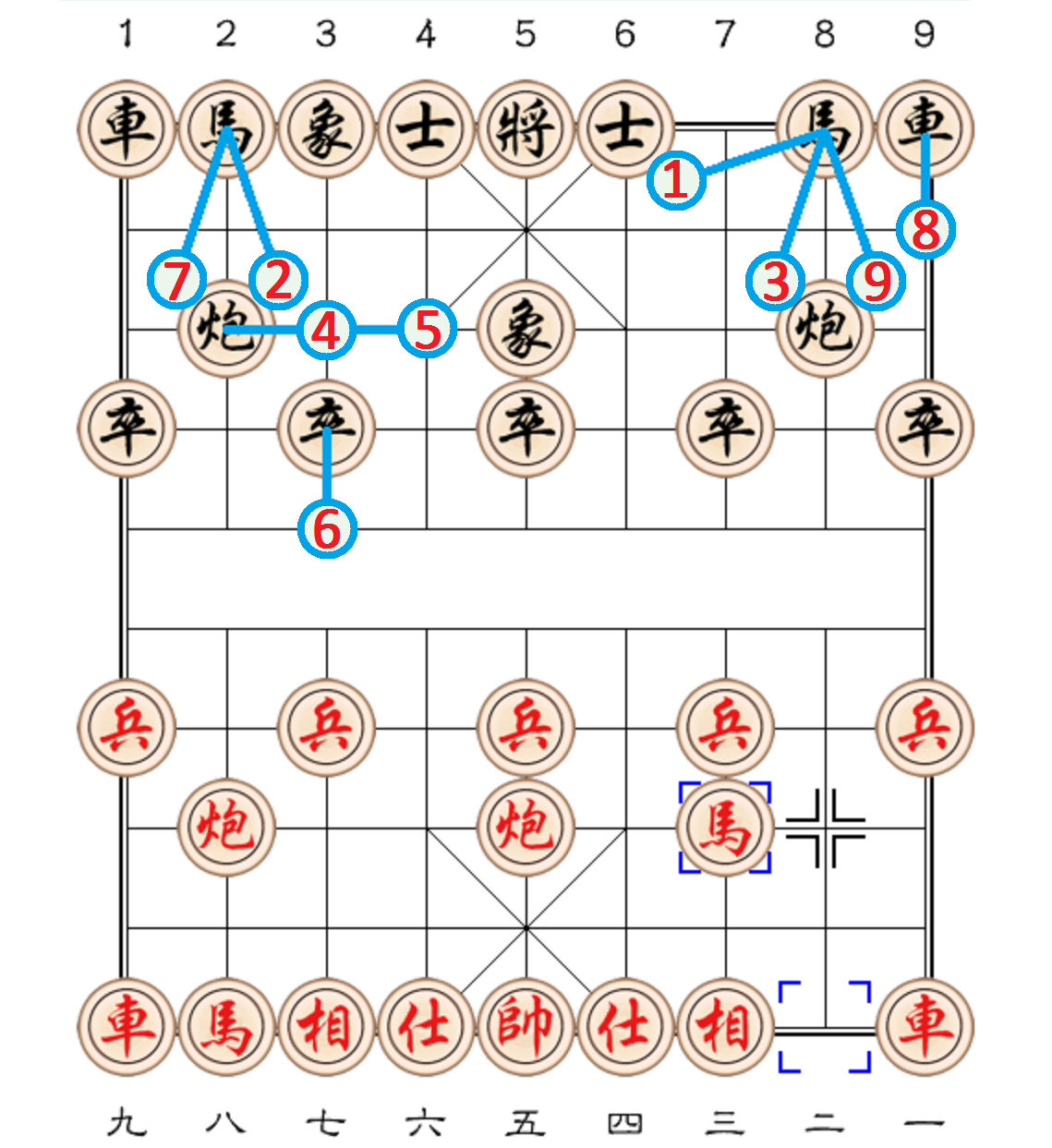
Pháo đầu đối tả tượng

1. M8.6 !
2. M2.3 !
3. M8.7 !
4. P2-3 *
5. P2-4 *
6. B3.1 ?
7. M2.1 ?
8. X9.1 ?
9. M8.9 ?

### 6. Pháo đầu đối thượng sĩ

#### 1. Pháo đầu đối hữu sĩ

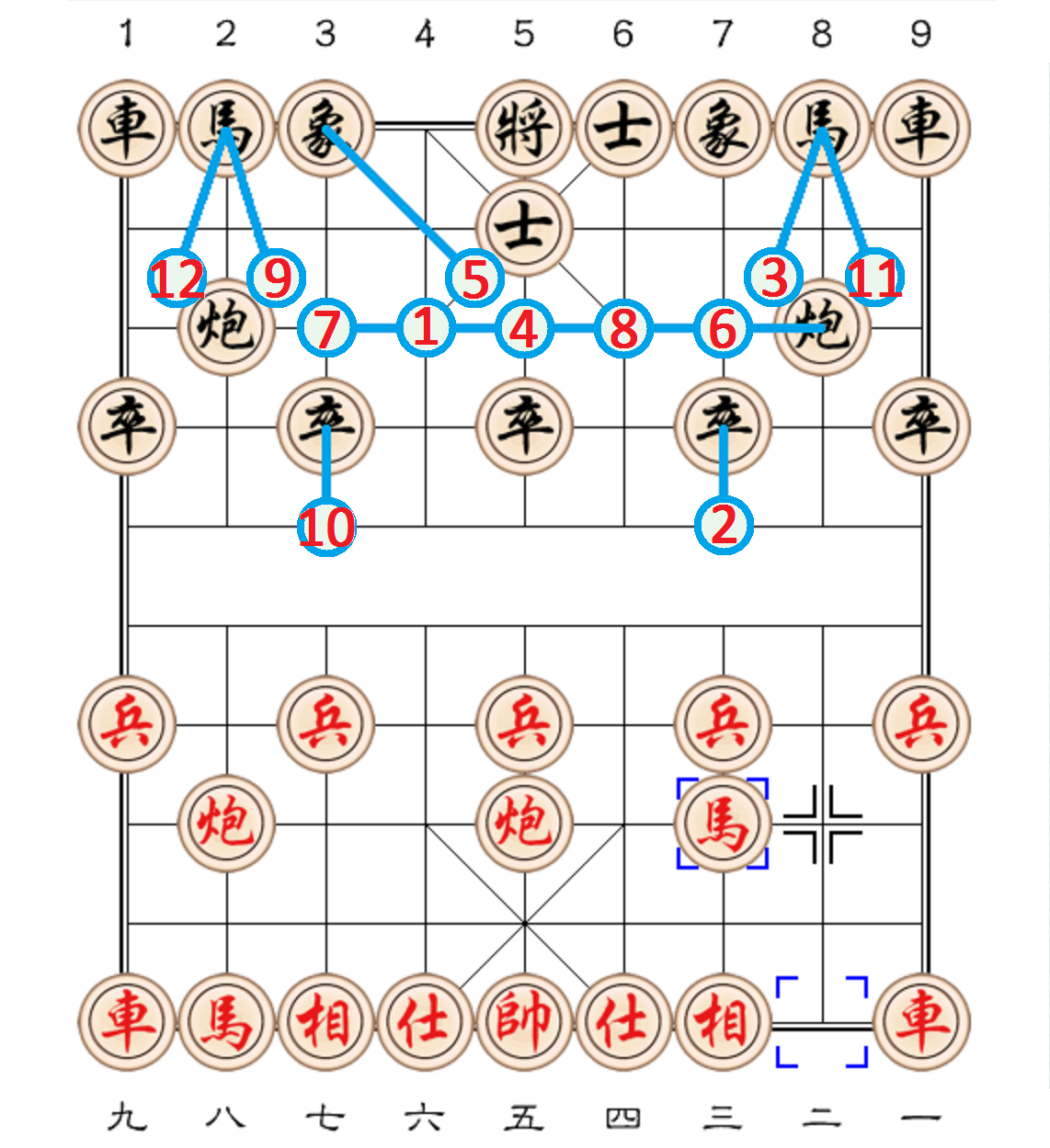
Pháo đầu đối hữu sĩ

1. P8-4 !
2. B7.1 !
3. M8.7 !
4. P8-5 *
5. T3.5 *
6. P8-7 *
7. P8-3 ?
8. P8-6 ?
9. M2.3 ?
10. B3.1 ?
11. M8.9 ?
12. M2.1 ?

#### 2. Pháo đầu đối tả sĩ

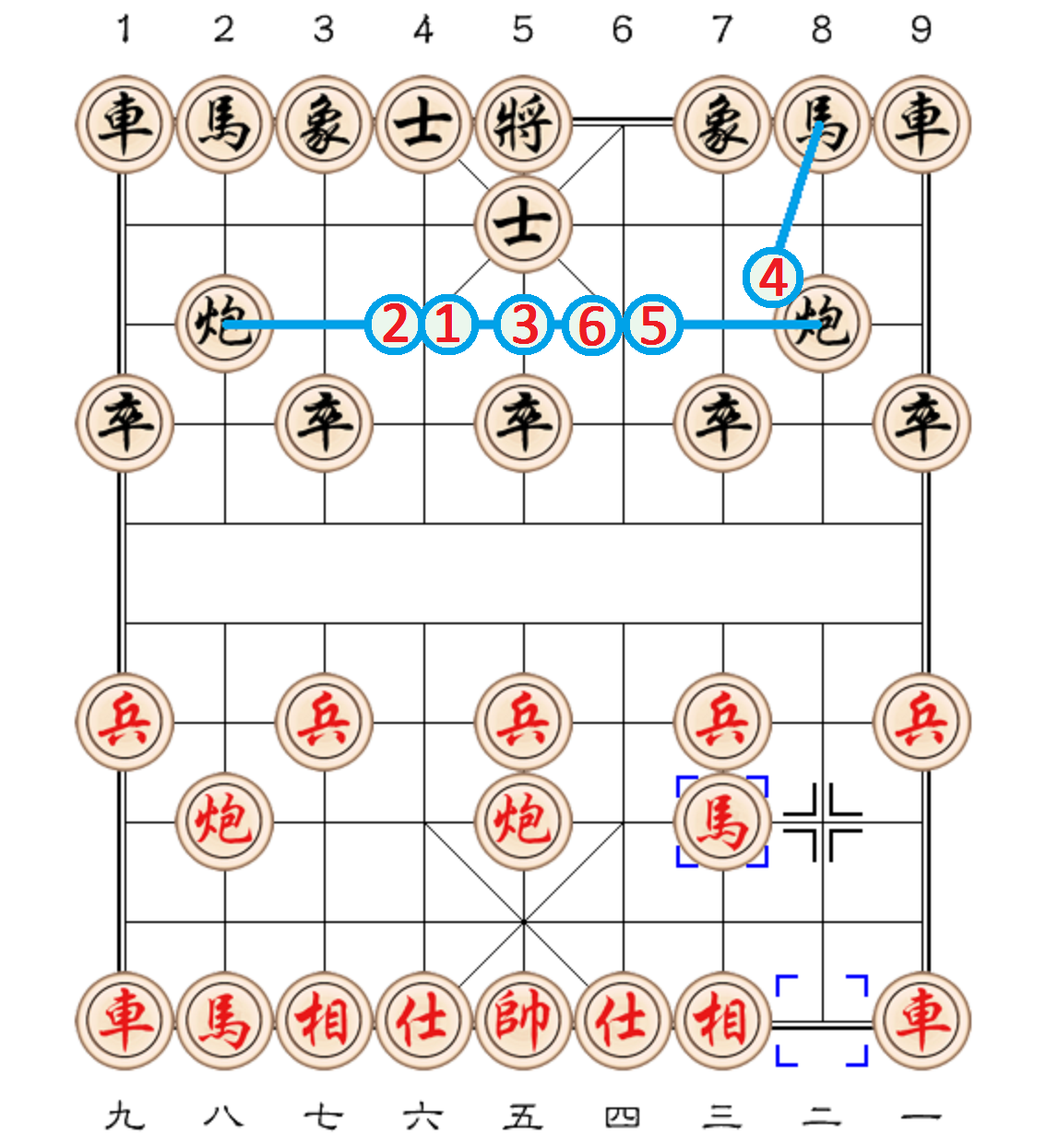
Pháo đầu đối tả sĩ

1. P8-4 !
2. P2-4 *
3. P8-5 *
4. M8.7 *
5. P8-6 ?
6. P2-6 ?

### 7. Pháo đầu đối điệp pháo

#### 1. Pháo đầu đối tả pháo điệp

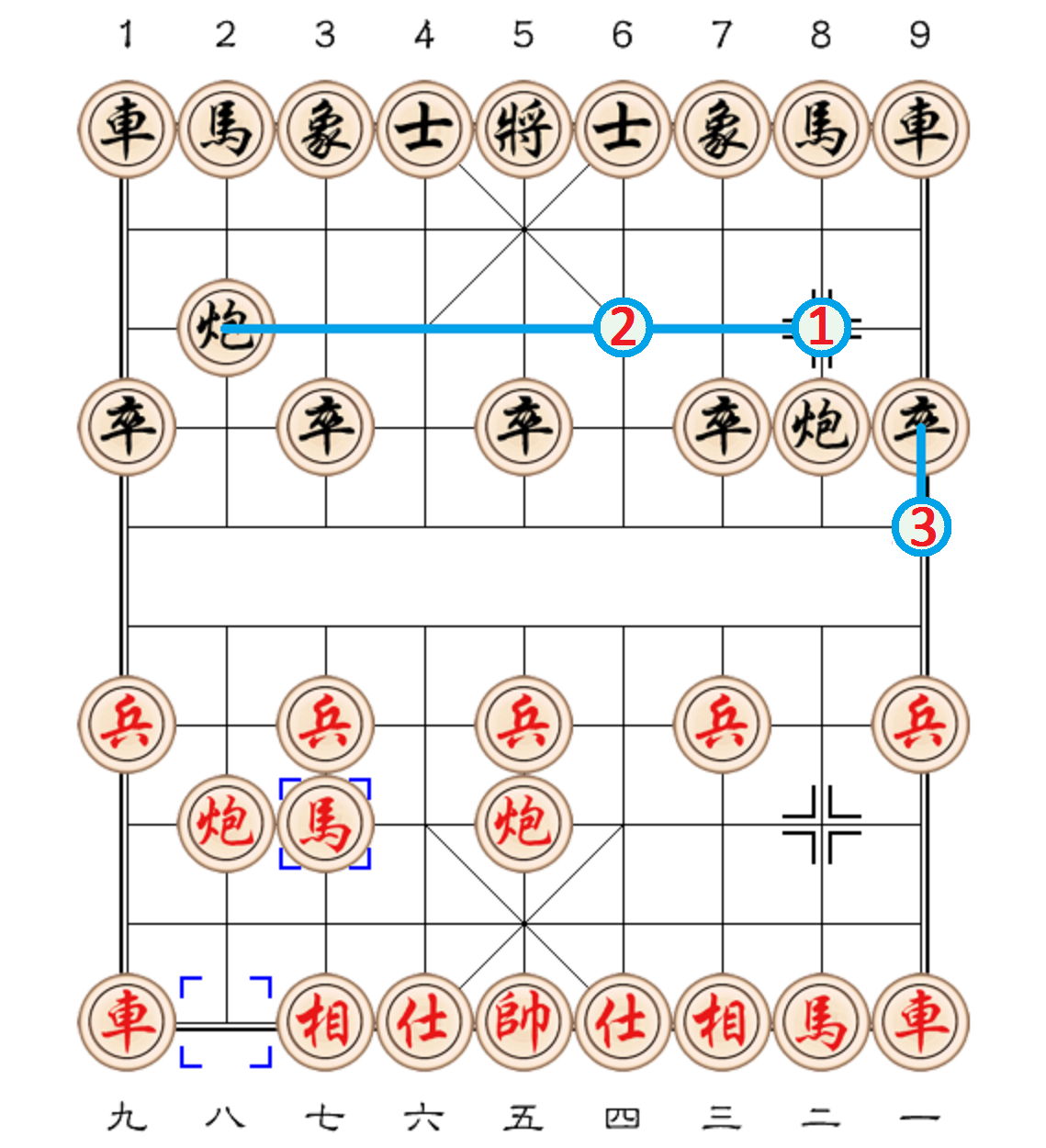
Pháo đầu đối tả pháo điệp

1. P2-8 !
2. P2-6 ?
3. B9.1 ?

#### 2. Pháo đầu đối hữu pháo điệp

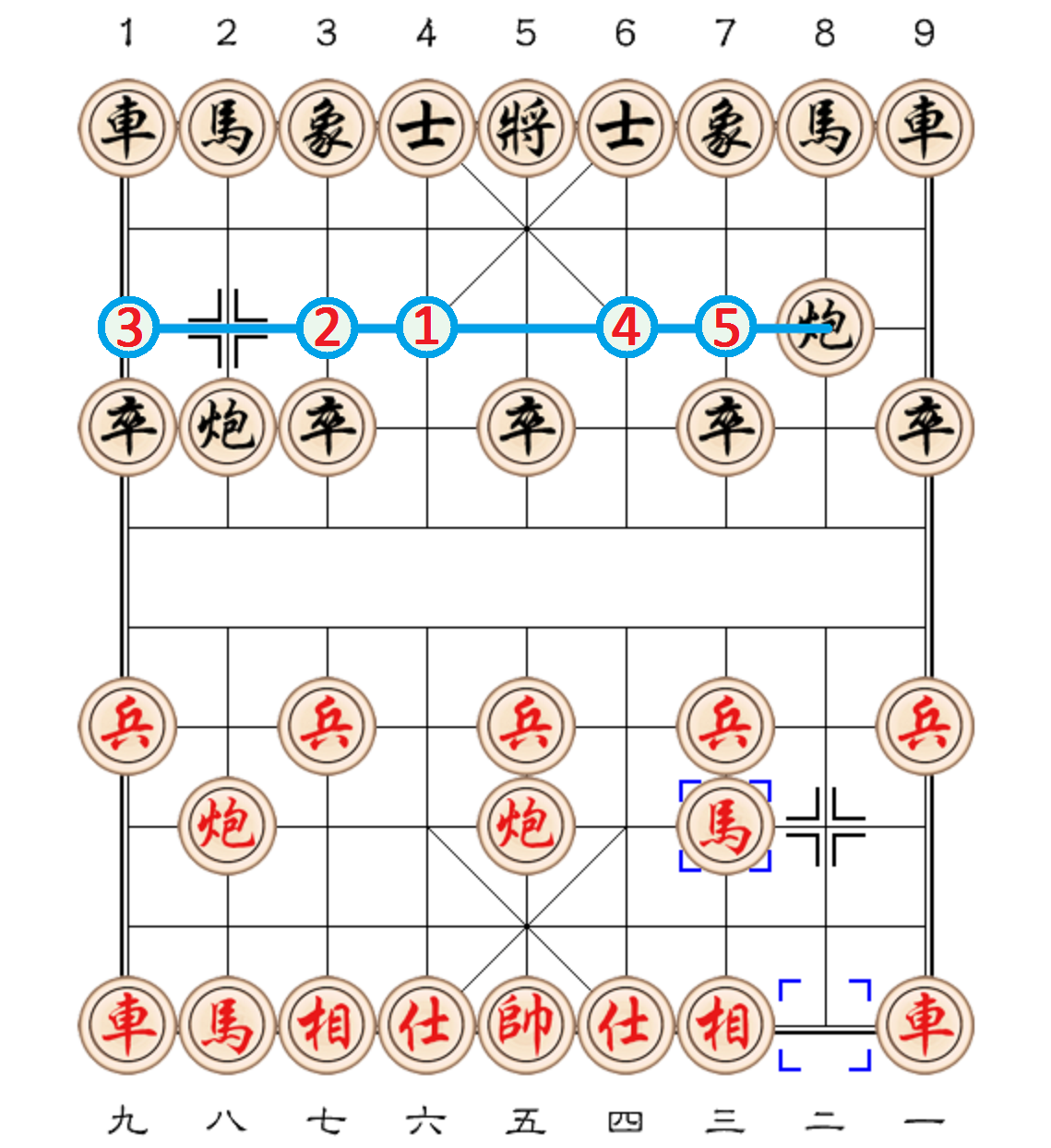
Pháo đầu đối hữu pháo điệp

1. P8-4 !
2. P8-3 !
3. P8-1 *
4. P8-6 ?
5. P8-7 ?